# Shinkansen-Baureihe E6
Die Shinkansen-Baureihe E6 (japanisch 新幹線E6系電車, Shinkansen E6-kei densha) ist ein japanischer Hochgeschwindigkeitszug des Betreibers JR East, der seit dem 16. März 2013 seinen Betrieb aufgenommen hat. Die Baureihe E6 basiert auf dem Versuchszug FASTECH 360Z und wird seit März 2013 für die Komachi-„Mini-Shinkansen“ auf der Akita-Shinkansen eingesetzt. Die Baureihe E6 ersetzt damit die Züge der Baureihe E3.

## Geschichte
Wie auch die Baureihe E5 ist die Baureihe E6 aus dem Versuchszug FASTECH 360 hervorgegangen. Zwischen 2006 und 2008 wurde die Garnitur S10, aus der die Baureihe E6 hervorgegangen ist, umfassend getestet. Im Juni 2010 wurde das erste Vorserienfahrzeug (Garnitur S12) vom Hersteller ausgeliefert und bis Ende 2012 erprobt. Das erste der 23 bestellten Serienfahrzeuge wurde am 22. November 2012 ausgeliefert. Der erste kommerzielle Einsatz der Baureihe E6 fand am 16. März 2013 als Super Komachi-Verbindung statt, wobei bis März 2014 die Höchstgeschwindigkeit auf 300 km/h begrenzt war. Durch die Erhöhung der Geschwindigkeit gegenüber der Baureihe E3 (275 km/h) konnte die Fahrzeit zwischen Tokio und Akita um 10 bis 15 Minuten verkürzt werden. Mit dem Abschluss der Auslieferung der Baureihe E6 und der Außerbetriebnahme der Baureihe E3 wurde die Höchstgeschwindigkeit auf 320 km/h erhöht und die Bezeichnung der Verbindung von Super Komachi wieder auf Komachi zurückgeändert.

## Technik
Im Gegensatz zur äußerlich sehr ähnlichen Baureihe E5, die nur im Shinkansen-Netz eingesetzt wird, muss die Baureihe E6 auch auf konventionellen Eisenbahnstrecken im Norden Japans verkehren. Als "Mini-Shinkansen" wird sie auf der Tōhoku-Shinkansen in Traktion mit der Baureihe E5 eingesetzt und muss daher Höchstgeschwindigkeiten von bis zu 320 km/h leisten können. Andererseits werden die Züge nach Akita auch auf Normalspur umgebauten, konventionellen Strecken betrieben, wo besondere Anforderungen an das Kurvenfahrverhalten gestellt werden. Aus diesem Grund ist die Baureihe E6 mit Neigetechnik ausgestattet, die in Kurven eine Neigung der Wagen um bis zu 1,5 Grad erlaubt.
Wie zuvor bereits bei der Baureihe E5 wird die Bremsanlage der Baureihe E6 vom deutschen Hersteller Knorr-Bremse geliefert.
Um im Regelbetrieb 320 km/h fahren zu können, ist die Baureihe E6 – wie ihre Schwesterbaureihe E5 – auf maximale Stromlinienförmigkeit hin entwickelt worden. Dies begründet die auffällige, 13 Meter lange Nase der Endwagen, deren Gestaltung insbesondere dem Tunnelknall entgegenwirken soll. Mit 13 Metern ist die Nase der Baureihe E6 sieben Meter länger als die der zuvor zum Einsatz gekommenen Baureihe E3. Daher verfügt die Baureihe E6 über 7 Wagen, um auf dieselbe Platzkapazität wie die Baureihe E3 mit 6 Wagen zu kommen.

## Wagenreihung
Die Serienfahrzeuge besteht aus folgenden Wagen:
| Richtung           | ←Tokio | ←Tokio | ←Tokio | Akita→ | Akita→ | Akita→ | Akita→ |
| Wagen Nr.          | 11     | 12     | 13     | 14     | 15     | 16     | 17     |
| ------------------ | ------ | ------ | ------ | ------ | ------ | ------ | ------ |
| Kennzeichnung      | M1sc   | Tk     | M1     | M1     | M1     | T      | M1c    |
| Nummerierung       | E610   | E628   | E625   | E625   | E627   | E629   | E621   |
| Gewicht (t)        | 45,7   | 44,4   | 42,5   | 43,1   | 42,5   | 44,5   | 43,8   |
| Sitzplatzkapazität | 23     | 35     | 60     | 60     | 68     | 60     | 32     |

Die Wagen 11 bis 14 des Vorserienfahrzeugs wurden von Kawasaki Heavy Industries gebaut, Wagen 15 bis 17 von Hitachi HI.

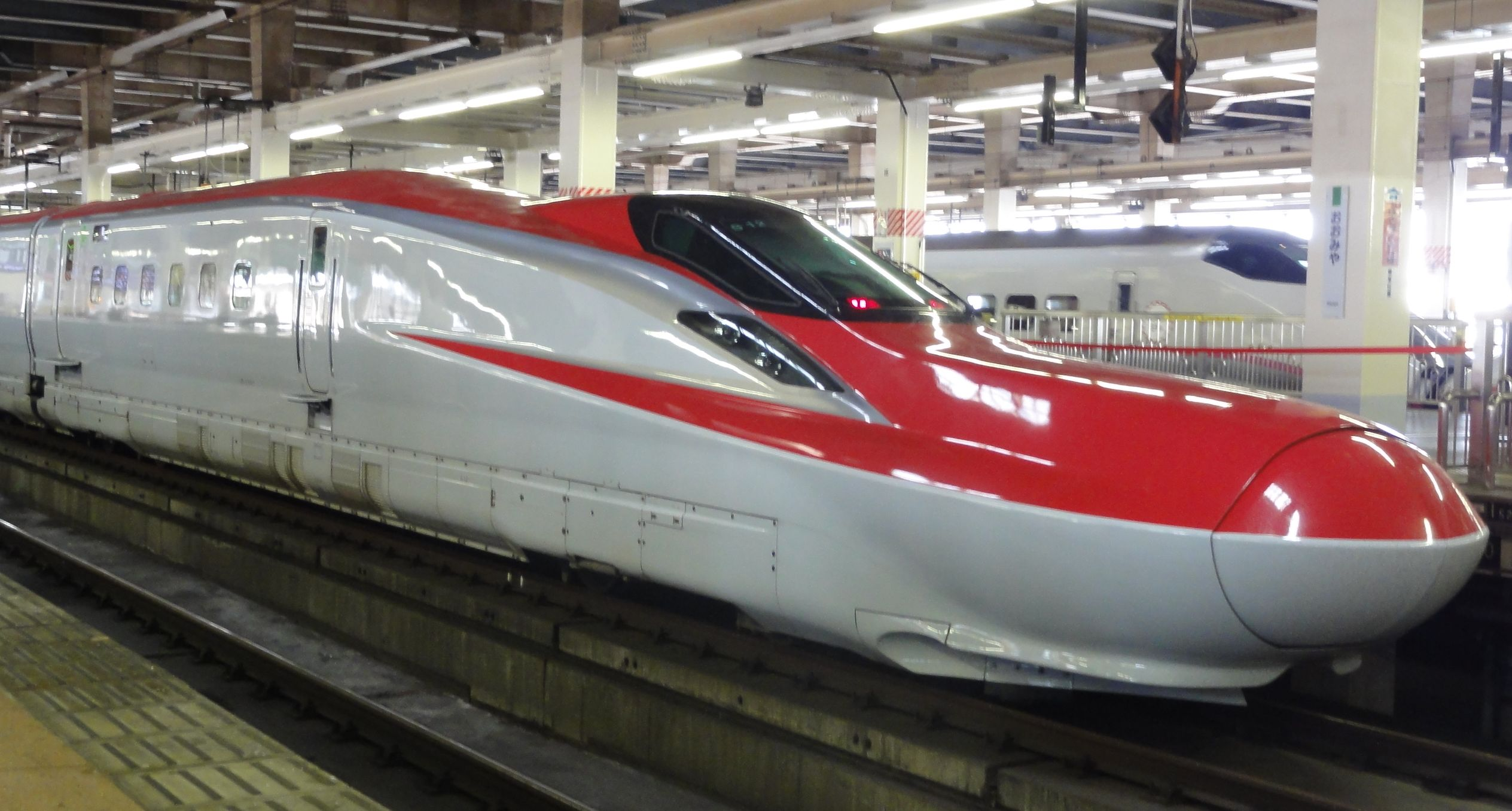
E611-1 (Wagen Nr. 11)
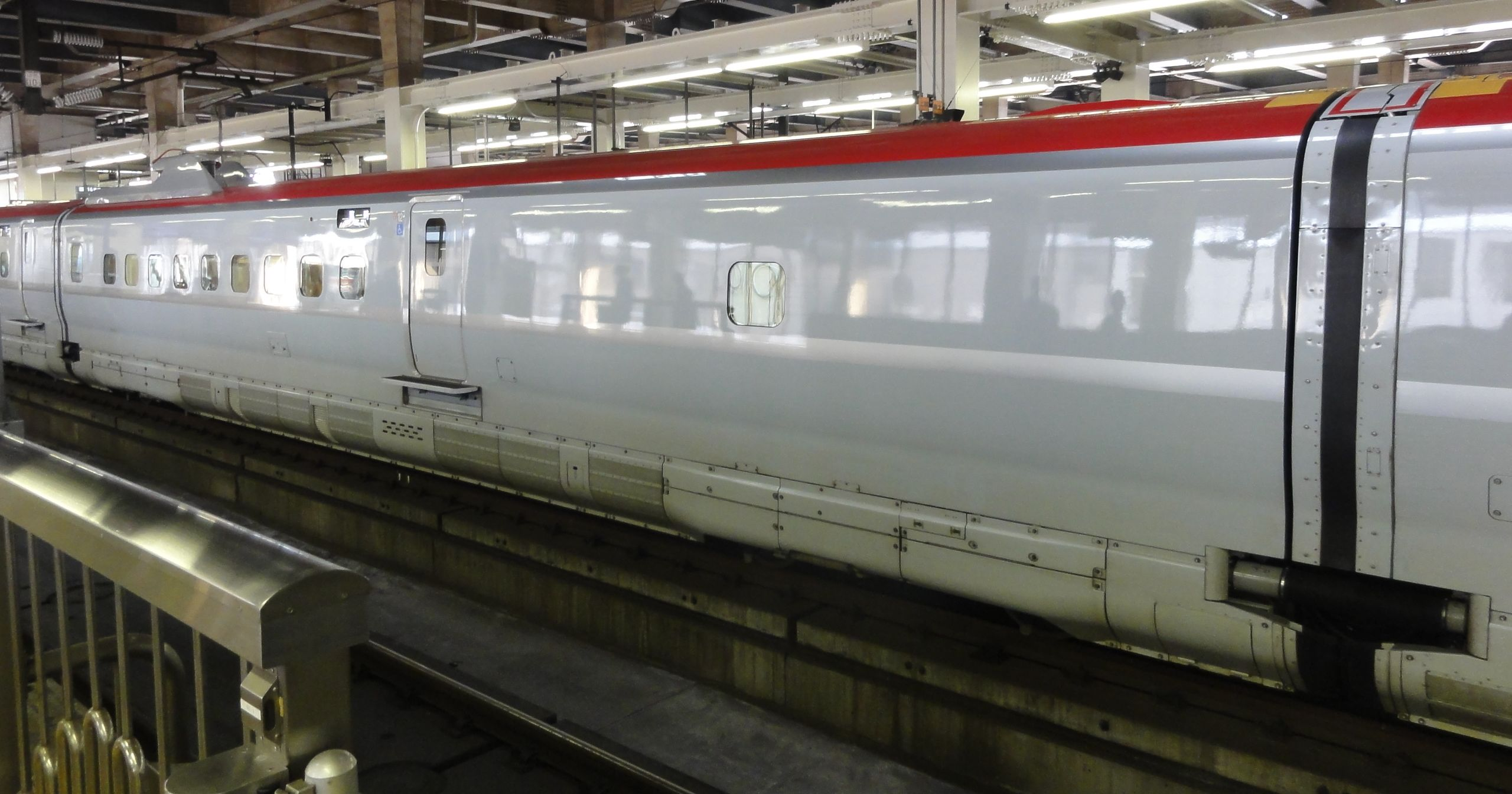
E628-1 (Wagen Nr. 12)
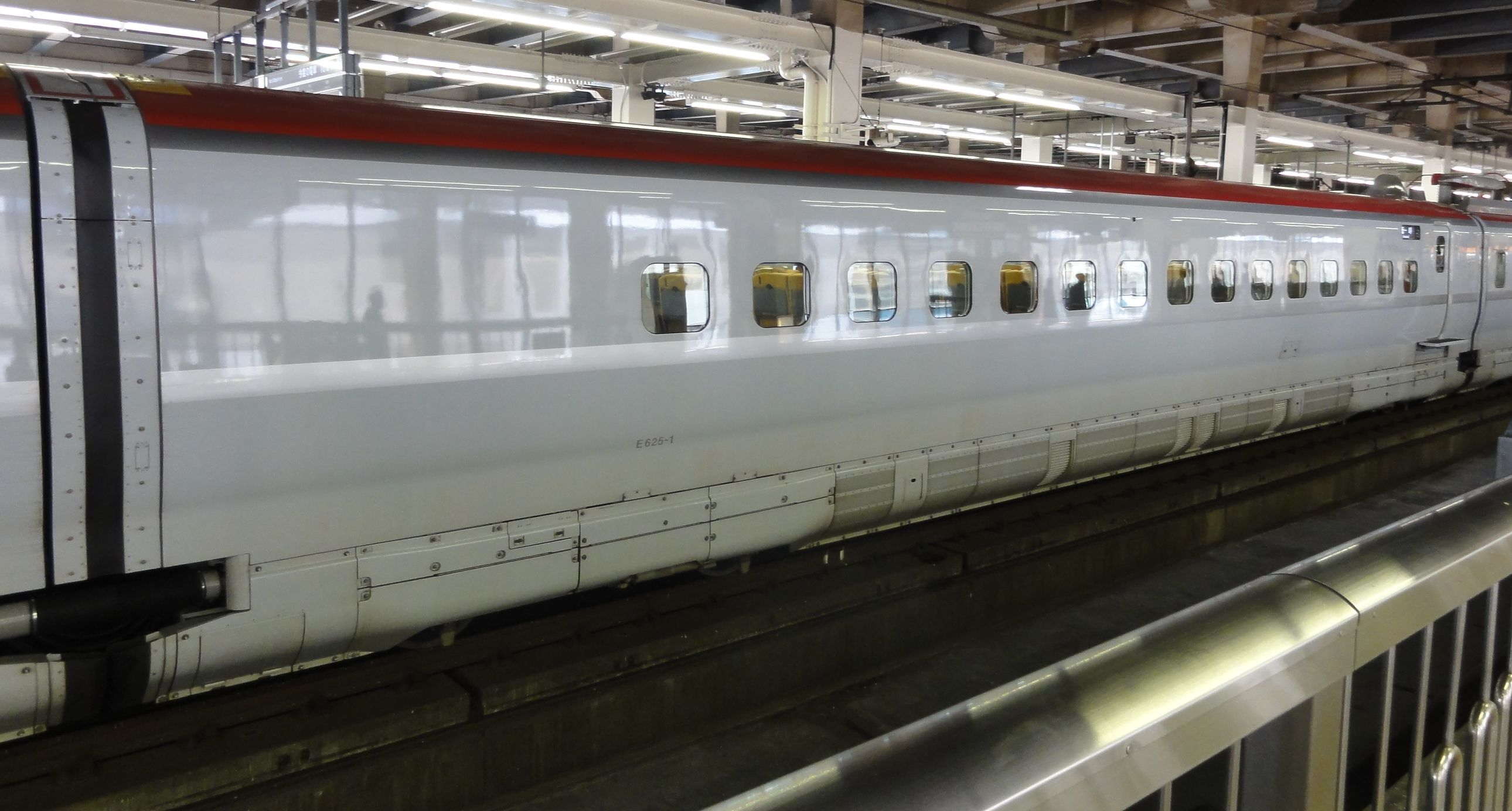
E625-1 (Wagen Nr. 13)
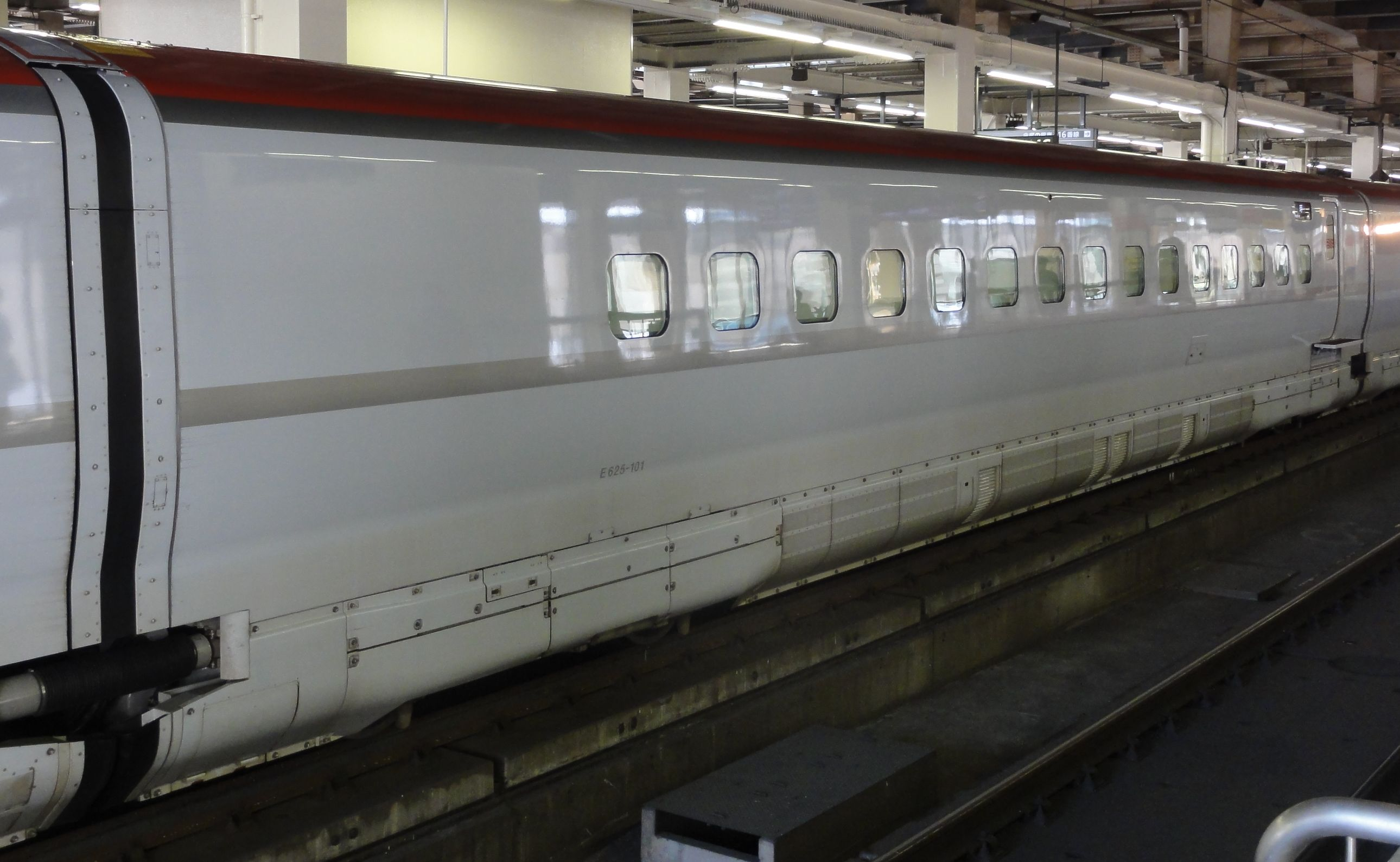
E625-101 (Wagen Nr. 14)
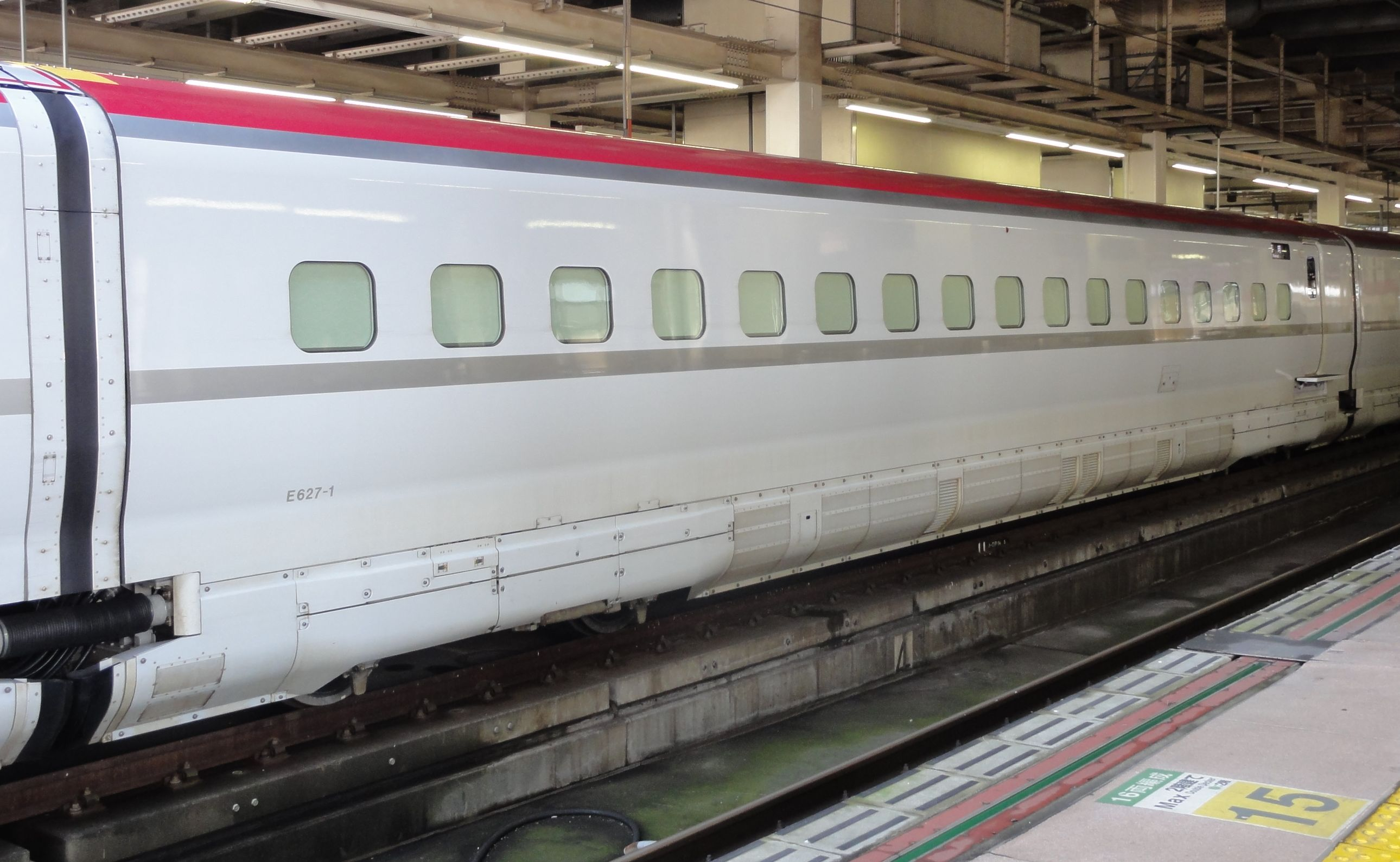
E627-1 (Wagen Nr. 15)
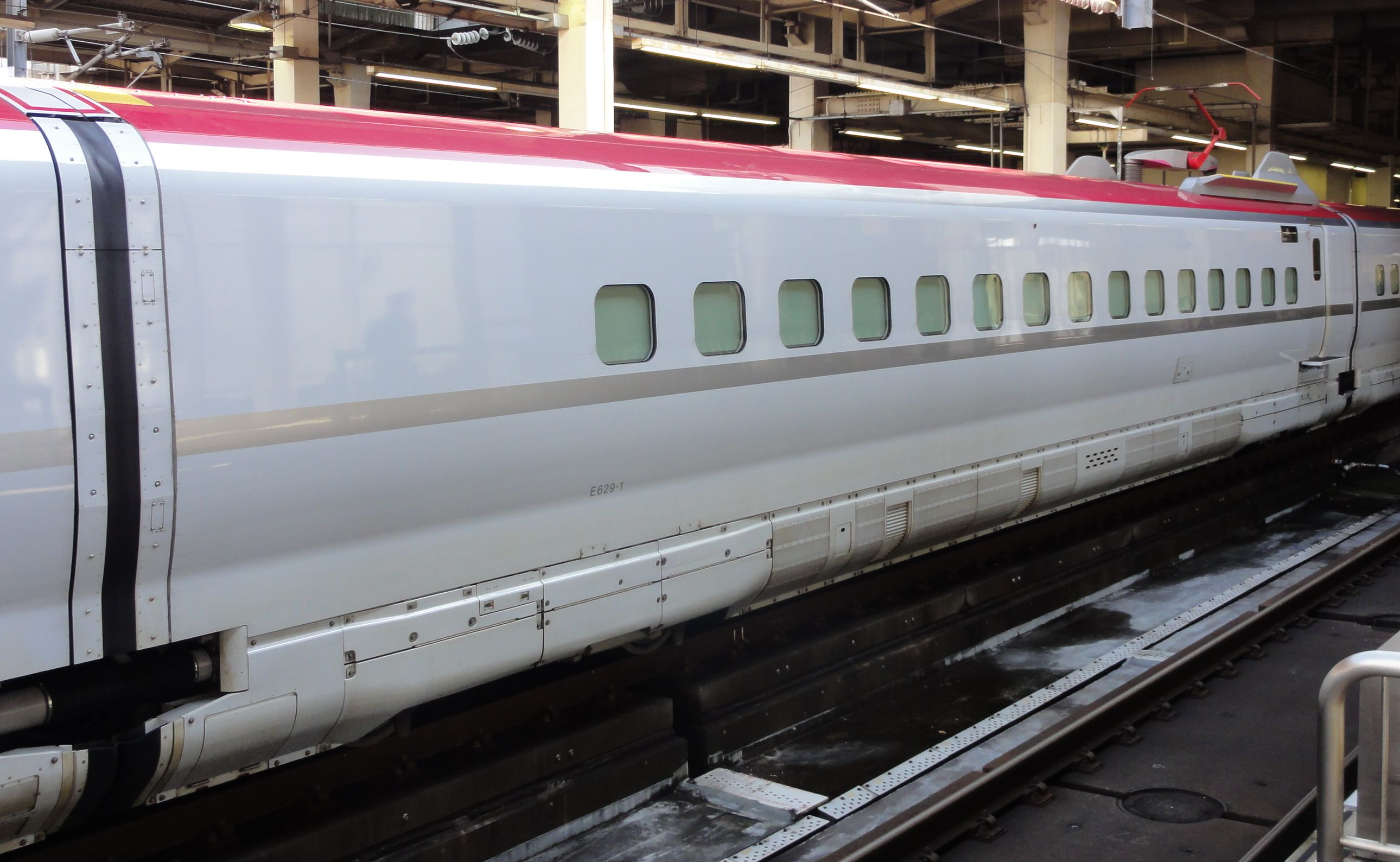
E629-1 (Wagen Nr. 16)
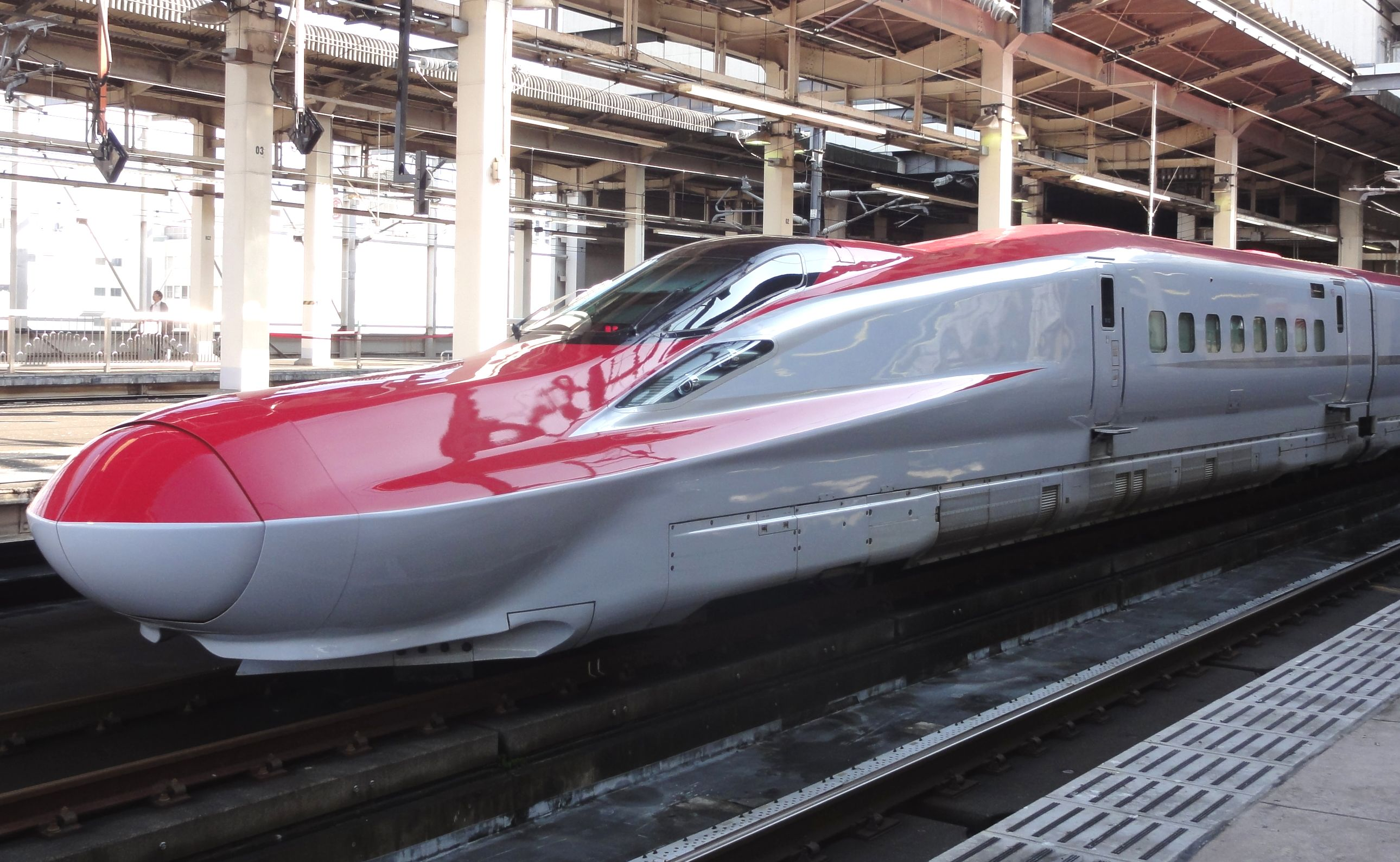
E621-1 (Wagen Nr. 17)

Die Serienfahrzeuge ab Nr. Z2 sind aus folgenden Wagen zusammengestellt:
| Richtung           | ←Tokio | ←Tokio | ←Tokio | Akita→ | Akita→ | Akita→ | Akita→ |
| Wagen Nr.          | 11     | 12     | 13     | 14     | 15     | 16     | 17     |
| ------------------ | ------ | ------ | ------ | ------ | ------ | ------ | ------ |
| Kennzeichnung      | M1sc   | Tk     | M1     | M1     | M1     | T      | M1c    |
| Nummerierung       | E610   | E628   | E625   | E625   | E627   | E629   | E621   |
| Gewicht (t)        | 45,1   | 44,4   | 41,7   | 41,8   | 42,1   | 44,2   | 43,4   |
| Sitzplatzkapazität | 22     | 34     | 60     | 60     | 68     | 60     | 32     |

## Design
Das Design der Baureihe E6 wurde vom japanischen Industriedesigner Ken Okuyama gestaltet und soll an die Bilder der für die Präfektur Akita typischen Namahage-Dämonen und den Laternen des kantō-Festes erinnern. Bei der äußeren Farbgebung dominiert die Farbe "Hiun" (jap. 飛雲), einem Weiß, die durch einen silberfarbenen Zierstreifen in Längsrichtung unterbrochen wird. Die Front und das Dach des Fahrzeugs ist in rot gestaltet.
Bei der Innengestaltung wurden viele Neuerungen aus der Baureihe E5 übernommen. So gibt es an allen Sitzplätzen eine Steckdose sowie Sicherheitskameras in jedem Türbereich. Sowohl in der "normal class", als auch in der "green class" gibt es eine 2+2 Bestuhlung. Der Sitzabstand beträgt 1.160 mm in der "green class" und 980 mm in der "normal class" und ist somit identisch wie bei der Baureihe E3.

## Flotte

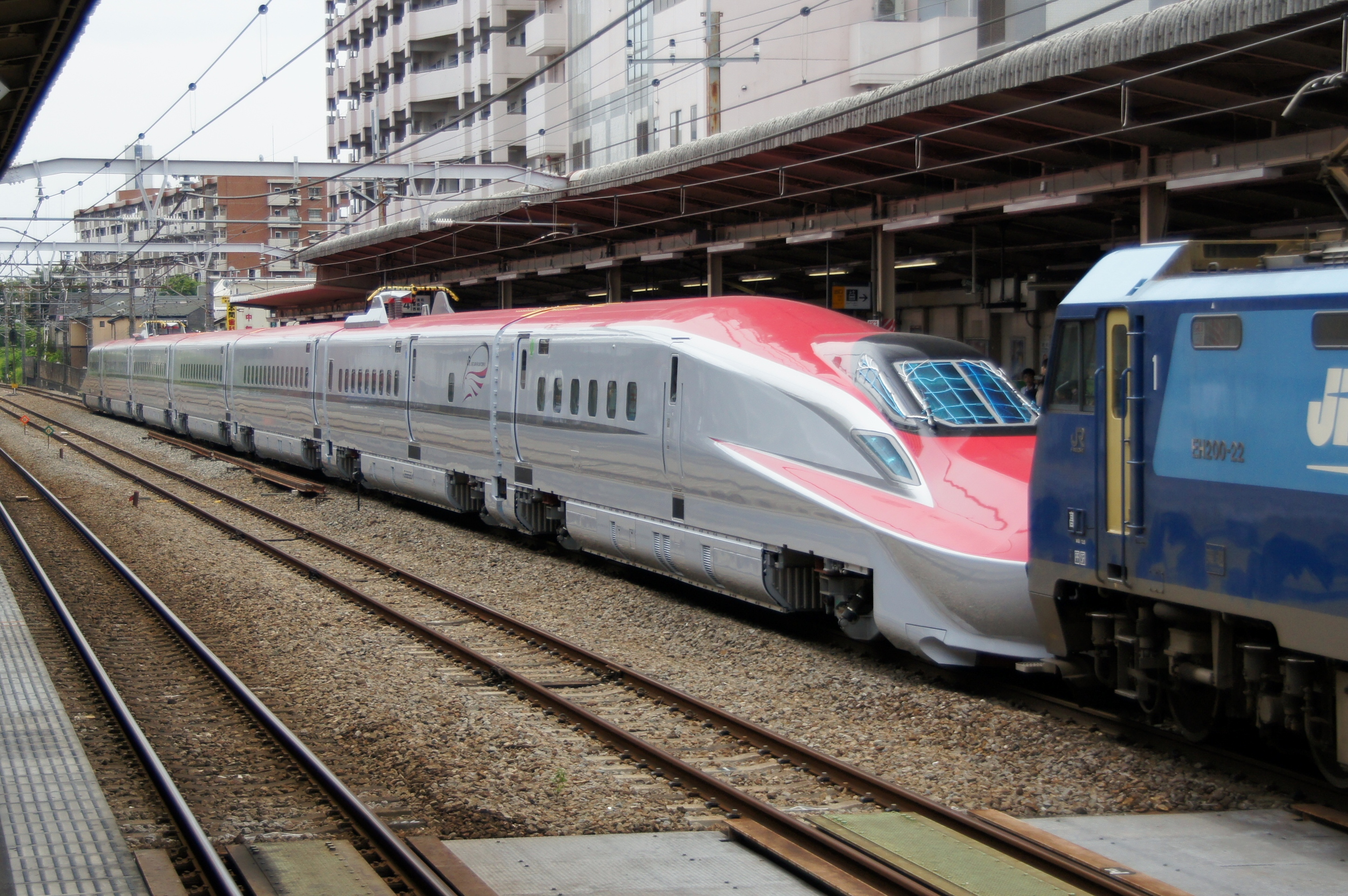
Zug Nummer Z9, gezogen von einer Lokomotive der Baureihe EH200 bei der Überführung vom Produktionswerk zum Bahnbetriebswerk Akita im Juni 2013

| Nummer | Auslieferung       | Hersteller          | Anmerkungen       |
| ------ | ------------------ | ------------------- | ----------------- |
| S12    | 8. Juli 2010       | Hitachi/Kawasaki HI | Vorserienfahrzeug |
| Z2     | 22. November 2012  | Kawasaki HI         |                   |
| Z3     | 3. Dezember 2012   | Kawasaki HI         |                   |
| Z4     | 18. Dezember 2012  | Hitachi             |                   |
| Z5     | 14. Februar 2013   | Hitachi             |                   |
| Z6     | 14. März 2013      | Kawasaki HI         |                   |
| Z7     | 26. April 2013     | Kawasaki HI         |                   |
| Z8     | 18. Mai 2013       | Kawasaki HI         |                   |
| Z9     | 22. Juni 2013      | Kawasaki HI         |                   |
| Z10    | 27. Juni 2013      | Hitachi             |                   |
| Z11    | 12. Juli 2013      | Kawasaki Hi         |                   |
| Z12    | 10. Juli 2013      | Hitachi             |                   |
| Z13    | 24. August 2013    | Kawasaki Hi         |                   |
| Z14    | 30. August 2013    | Hitachi             |                   |
| Z15    | 14. September 2013 | Kawasaki Hi         |                   |
| Z16    | 27. September 2013 | Hitachi             |                   |
| Z17    | 9. Oktober 2013    | Kawasaki HI         |                   |
| Z18    | 25. Oktober 2013   | Hitachi             |                   |
| Z19    | 1. November 2013   | Kawasaki HI         |                   |
| Z20    | 30. November 2013  | Hitachi             |                   |
| Z21    | 11. Dezember 2013  | Kawasaki HI         |                   |
| Z22    | 21. Januar 2014    | Kawasaki HI         |                   |
| Z23    | 13. Februar 2014   | Hitachi             |                   |
| Z24    | 2. April 2014      | Hitachi             |                   |